# Comuna de Żarnowiec
Żarnowiec (polaco: Gmina Żarnowiec) é uma gminy (comuna) na Polónia, na voivodia de Santa Cruz e no condado de Zawierciański. A sede do condado é a cidade de Żarnowiec.
De acordo com os censos de 2004, a comuna tem 5011 habitantes, com uma densidade 40,2 hab/km².

## Área
Estende-se por uma área de 124,77 km², incluindo:
- área agricola: 74%
- área florestal: 22%

## Demografia
Dados de 30 de Junho 2004:
|                      | Total   | Total | Mulheres | Mulheres | Homens  | Homens |
| -------------------- | ------- | ----- | -------- | -------- | ------- | ------ |
|                      | pessoas | %     | pessoas  | %        | pessoas | %      |
| População            | 5011    | 100   | 2505     | 50       | 2506    | 50     |
| Densidade (pop./km²) | 40,2    | 100   | 20,1     | 20,1     | 20,1    | 20,1   |

De acordo com dados de 2002, o rendimento médio per capita ascendia a 1291,66 zł.

## Subdivisões
- Brzeziny, Chlina, Jeziorowice, Koryczany, Łany Małe, Łany Średnie, Łany Wielkie, Małoszyce, Otola, Otola Mała, Udórz, Wola Libertowska, Zabrodzie, Żarnowiec.

## Comunas vizinhas
- Charsznica, Kozłów, Pilica, Sędziszów, Słupia, Szczekociny, Wolbrom